# Oache, Scăpărici și Omide

Oache, Scăpărici şi Omide

Oache, Scăpărici și Omide sunt trei personaje desenate de Ion Popescu-Gopo pentru filmul muzical Maria Mirabela, o coproducție româno-sovietică realizată în 1981. Este prima peliculă creată de un regizor român în care conviețuiesc desenul animat, jocul actorilor și trucajul.
Oache, Scăpărici și Omide simbolizează cele trei elemente vitale din natură: apa, focul și aerul, fără de care nu există viață pe Pământ. Fiecare dintre cele trei personaje încearcă să își dea seama care este rolul lor pe pământ.
Personajul Omide a fost perpetuat mai târziu, printr-o păpușă animată cu același nume care apărea în emisiunea pentru copii a Andei Călugăreanu.

## Apariția personajelor în filmulMaria Mirabela
Zâna Pădurii îl pedepsește pe Oache pentru cutezanța de a crede că nu e bun la nimic, înghețându-l în apă de izvor. Câtva vreme după aceea, el este descoperit de către două fetițe: Maria și Mirabela, și readus la viață. Prima dintre fete vrea să-l ajute, să meargă la zână pentru a căuta răspunsuri, dar cea de-a doua se împotrivește mereu. În cele din urmă pornesc amândouă la drum. Pe parcurs li se alătură un licurici care nu poate lumina fiindcă i se aprind picioarele și un fluture - de fapt fiica împăratului omizilor - căreia îi este frică să zboare. Întâmplările prin care trec pe parcurs îi vor ajuta să-și găsească rostul în lume și să își învingă temerile.
Fetițele care le-au interpretat pe Maria și pe Mirabela au lucrat cu niște marionete ale personajelor Oache, Scăpărici și Omide făcute de Gopo din plastilină, animația fiind adăugată ulterior. Regizorul le povestea fetițelor cum urmau să se miște personajele animate și le îndruma cum să se miște. Deoarece fetele nu știau să citească pentru a învăța textul, replicile erau de cele mai multe ori improvizate.
Un critic contemporan, regizorul Mihnea Columbeanu, a afirmat că, în filmul Maria Mirabela, Gopo a încercat să exploateze structurile ascunse ala basmului Fata babei și fata moșneagului încercând să-i descopere „resorturi mitice și arhetipale esențiale - cum ar fi: câinele = pământul, părul = aerul, cuptorul = focul, fântâna = apa”. Scenaristul-regizor a transformat "elementul foc" într-un licurici, "elementul aer" într-un fluture și "elementul apă" într-un broscoi.

## Apariția personajelor în filmulMaria Mirabela în Tranzistoria
Deasupra patului fetițelor Maria și Mirabela era un tablou pe care erau desenați Oache, Scăpărici și Omide. Într-o noapte, cele trei desene prind viață, Oache strănută, iar Maria se trezește din somn și se duce să se uite la televizor. Aparatul fusese lăsat deschis de către bunică, iar fetița începe să croșeteze folosind ghemul de lână lăsat acolo de bunică. Firul de lână se rupe, iar fetițele intră în interiorul televizorului pentru a-l recupera.
Cele trei personaje animate își dau seama că fetițele au intrat în televizor și merg în căutarea lor. Oache se curentează și se transformă în om (Jorj Voicu); el strănută, iar celelalte două desene sunt aruncați departe. Pentru a o răzbuna pe Omide despre care credea că murise, Scăpărici trece și el printre cabluri și se curentează, transformându-se în om (Mihai Bisericanu). Cei doi încep să se bată, dar Omide apare și se curentează și ea și devine om (Elena Zaițeva). Între Scăpărici și Omide se înfiripă o poveste de dragoste. Cei trei prieteni se plimbă pe aleile Tranzistoriei și sunt atacați și capturați de faraziți. Scăpărici reușește să scape.
Între timp, fetițele ajung la etajul final al Tranzistoriei, unde găsesc firul pe care-l împletea bunica și încep să-l strângă. Firul ducea spre cinescop, dar acolo se afla culcușul regelui faraziților. Oache și Omide sunt aduși în fața regelui faraziților și îi cer acestuia să plece din televizor pentru că copiii vor să vadă desene animate. Faraziții se declară stăpânii Tranzistoriei și afirmă că nu vor pleca niciodată de acolo. Scăpărici apare și-și salvează prietenii. Regele faraziților ordonă electrocutarea tuturor intrușilor, dar un tânăr electronist pe nume Bogdan reușește să schimbe antiparazitorul televizorului și să-i alunge pe faraziți. Fetițele strâng ghemul de lână și se trezesc brusc în pătuțul lor cu ghemul în brațe. Oache, Scăpărici și Omide se transformă în desene animate și își regăsesc locul pe tabloul din dormitor.

## Voci
- Oache - Anda Călugăreanu
- Scăpărici - Mihai Constantinescu
- Omide - Alexandrina Halic
- Regele omizilor - Dem Rădulescu

## Filmografie
- Maria Mirabela (1981)
- Maria Mirabela în Tranzistoria (1989)